# Sielsowiet kołpakowski
Sielsowiet kołpakowski (ros. Колпаковский сельсовет) – jednostka administracyjna wchodząca w skład rejonu kurczatowskiego w оbwodzie kurskim w Rosji.
Centrum administracyjnym sielsowietu jest wieś (ros. деревня, trb. dieriewnia) Nowosiergiejewka.

## Geografia
Powierzchnia sielsowietu wynosi 89,25 km².

## Historia
Status i granice sielsowietu zostały określone 21 października 2004 roku.

## Demografia
W 2017 roku sielsowiet zamieszkiwało 888 mieszkańców.

## Miejscowości
W skład sielsowietu wchodzą miejscowości: Nowosiergiejewka, Nowosiergiejewka, Annino-Gusinowka, Borodino, Kołpakowo, Nikolskij, Pawłowka, Riazanowo, Sołdatskoje, Sopiełowka.